# Слютер, Клаус
Клаус Слютер, Клас де Слютер ван Харлем (нидерл. Claus Sluter, Claes de Slutere van Herlamen ; ок. 1340, Харлем —1406, Дижон) — выдающийся скульптор Северного Возрождения XIV—XV веков бургундской школы. С 1389 года — главный архитектор бургундского двора, придворный художник герцога Филиппа II Смелого. Работал в Брюсселе и Дижоне. Один из основоположников «северного реализма», последователем которого в дальнейшем стал Ян ван Эйк.

## Биография
Клаус Слютер был родом из Нидерландов. О его биографии известно немного. Вероятно, он родился в Харлеме (столица провинции Северная Голландия на западе Нидерландов). Первое обучение прошёл в Брюсселе, где в реестре каменщиков в 1379 году он записан как «Клаас де Слютер ван Герламен». Затем работал в Париже. В 1383 году был принят на работу ко двору Филиппа ле Харди, герцога Бургундского.
Герцог Филипп ле Харди отправил мастера в Дижон, где он поселился 1 марта 1385 года вместе с другими каменщиками из Брабанта, чтобы сформировать команду мастеров картезианского монастыря Шанмоль (Charterhouse du Champmol) близ Дижона. Руководить всеми работами герцог поручил архитектору Друэ де Даммартену и скульптору Жану де Марвилю. Клаус Слютер стал «ближайшим помощником алтарного мастера и камердинера монсеньора Жана де Марвиля». Однако мастер тяжело заболел 1 мая 1389 года и был вынужден закрыть мастерскую. Слютер, в свою очередь, стал официальным художником (l’ymagier) герцога Филиппа II Смелого и 23 июля принял мастерскую Жана де Марвиля. С этого времени мастерская придворных скульпторов и живописцев почти полностью состояла из мастеров фламандского происхождения. Его работа при дворе герцога помимо основных проектов в значительной степени была связана с созданием произведений для уникальных случаев, таких как гербы или знамена для проведения различных торжеств.
Клаус Слютер трудился в должности придворного художника до конца жизни. Однако в 1399 году он серьёзно заболел, покинул свой дом во дворце герцогов, чтобы в 1404 году удалиться в аббатство Сент-Этьен в Дижоне. Он умер несколько месяцев спустя, вероятно, в январе 1406 года, холостым, без детей, его племянник Клаус де Верв, или Клаас ван де Верве (Claus de Werve; ок. 1380—1439), был его единственным наследником, возглавившим его мастерскую.

## Основные произведения и оценка творчества
Основной работой мастера было создание скульптур для картезианского монастыря Шанмоль. Работы были начаты Жаном де Марвилем, продолжены Клаусом Слютером и закончены после его смерти его учеником и племянником Клаусом де Верве.
Слютер создал статуи главного портала собора: в центре Мадонна с Младенцем; по сторонам — донаторы: фигуры коленопреклонённых герцога и его жены со святыми патронами Иоанном Крестителем и Екатериной. Позднее, в конце XVIII века, собор и монастырь были разрушены, уцелели лишь отдельные скульптуры и их фрагменты.
Незавершённой осталось надгробие герцога Филиппа II Смелого. 14 июля 1404 года герцог Иоанн Бесстрашный, сын Филиппа Смелого, поручил Слютеру выполнить оставшиеся скульптуры за четыре года. Были изготовлены только две фигуры «плакальщиков». Однако архитектурный каркас, разработанный Жаном де Марвилем, предполагал установку около сорока статуй. Клаус Слютер уже был болен на момент смерти герцога Филиппа Смелого и с 7 апреля 1404 года жил в аббатстве Сент-Этьен, недалеко от своей мастерской.

### Колодец Моисея
Одно из самых известных произведений Слютера — архитектурно-скульптурная композиция «Голгофа» — заказ герцога Иоанна Бесстрашного для монастыря Шанмоль, места покаяния и захоронений бургундских герцогов. Композиция предполагала создание скульптурной группы «Распятие» со статуями Девы Марии, Марии Магдалины и Иоанна. Работа не была завершена, сохранились только фрагменты сцены «Распятия» — голова и торс Христа (ныне — в Археологическом музее Дижона) и шестигранный постамент с шестью фигурами пророков, предсказавших согласно Ветхому Завету рождение и смерть Спасителя на кресте: Моисея, Давида, Иеремии, Захарии, Даниила и Исайи.
В руках у них свитки с пророчествами. Фигуры разделяют изображения плачущих ангелов на консольных полуколоннах. Они облачены в широкие одежды, пластично выполненные складки которых ниспадают по контурам фигур. Статуи были ярко расписаны Жаном Малуэлем, но раскраска с позолотой сохранилась лишь частично.
«Слютер создал выразительные и пластически мощные образы. У каждого из пророков свой характер и темперамент. Пророки сопоставлены контрастно. Рядом с величавым царём Давидом — состарившийся от скорби Иеремия; страсть Даниила, с какой он указывает сроки свершения пророчеств, противопоставлены размышлениям Захарии; раздумья мудрого Исайи оттеняют силу духа Моисея — символа разума, воли и действия».
Последние статуи «Колодца Моисея» были завершены в начале 1405 года, согласно описи мастерской после его смерти в 1406 году.
В работах Клауса Слютера в полной мере проявился готический натурализм, его скульптуры экспрессивны, пластичны, но также близки к натуре, можно было бы сказать, что они носят портретный характер. Они отличаются монументальностью, даже грандиозностью воплощения. «Магический натурализм» школы Слютера дал мощный толчок развитию искусства Северного Возрождения. Новизна выразительных средств «Колодца Моисея» произвела сильнейшее впечатление на современников. «Полнота и разнообразие образов отличала это произведение от скульптур интернациональной готики с их манерной элегантностью. Шанмоль стал местом рождения своеобразного стиля, а работавшие в Дижоне французы, брабантцы, фламандцы разнесли его принципы далеко за пределы Бургундии. Гробница Филиппа Храброго сделалась образцом для надгробия Иоанна Бесстрашного, короля Наварры Карла Благородного, Жана Беррийского и многих других».

## Галерея

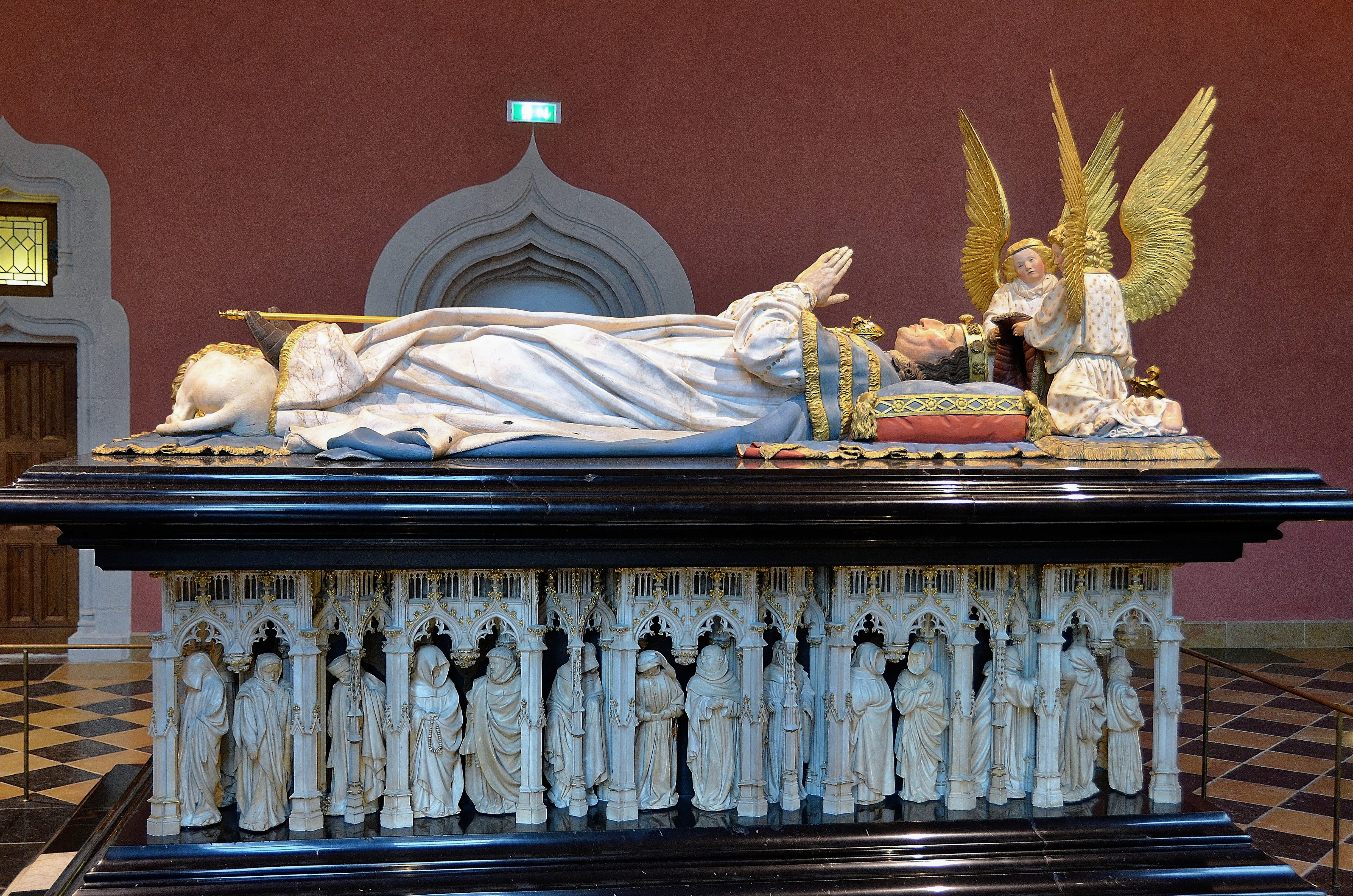
Кенотаф Филиппа-ле-Арди. Музей изящных искусств, Дижон
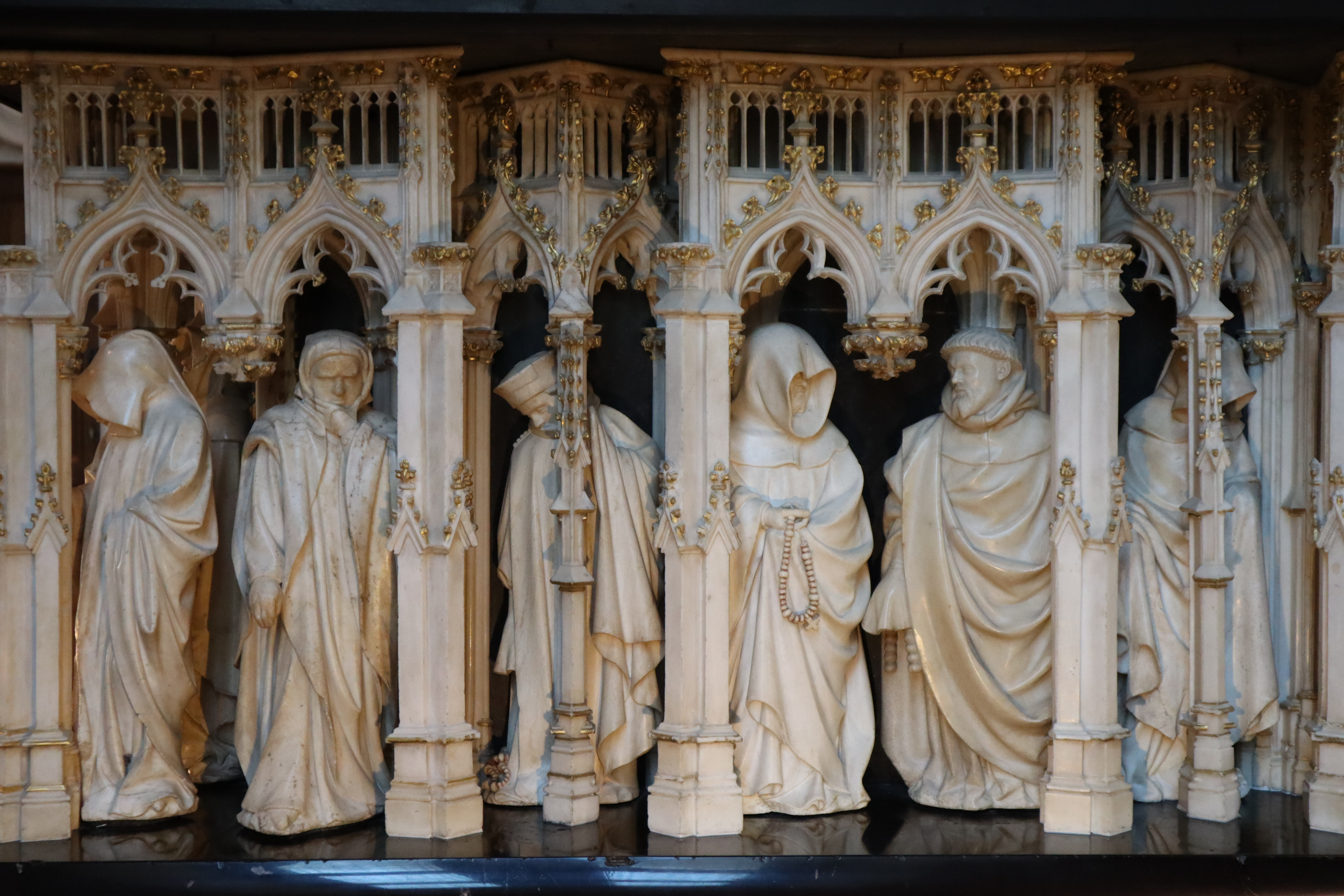
Основание монумента
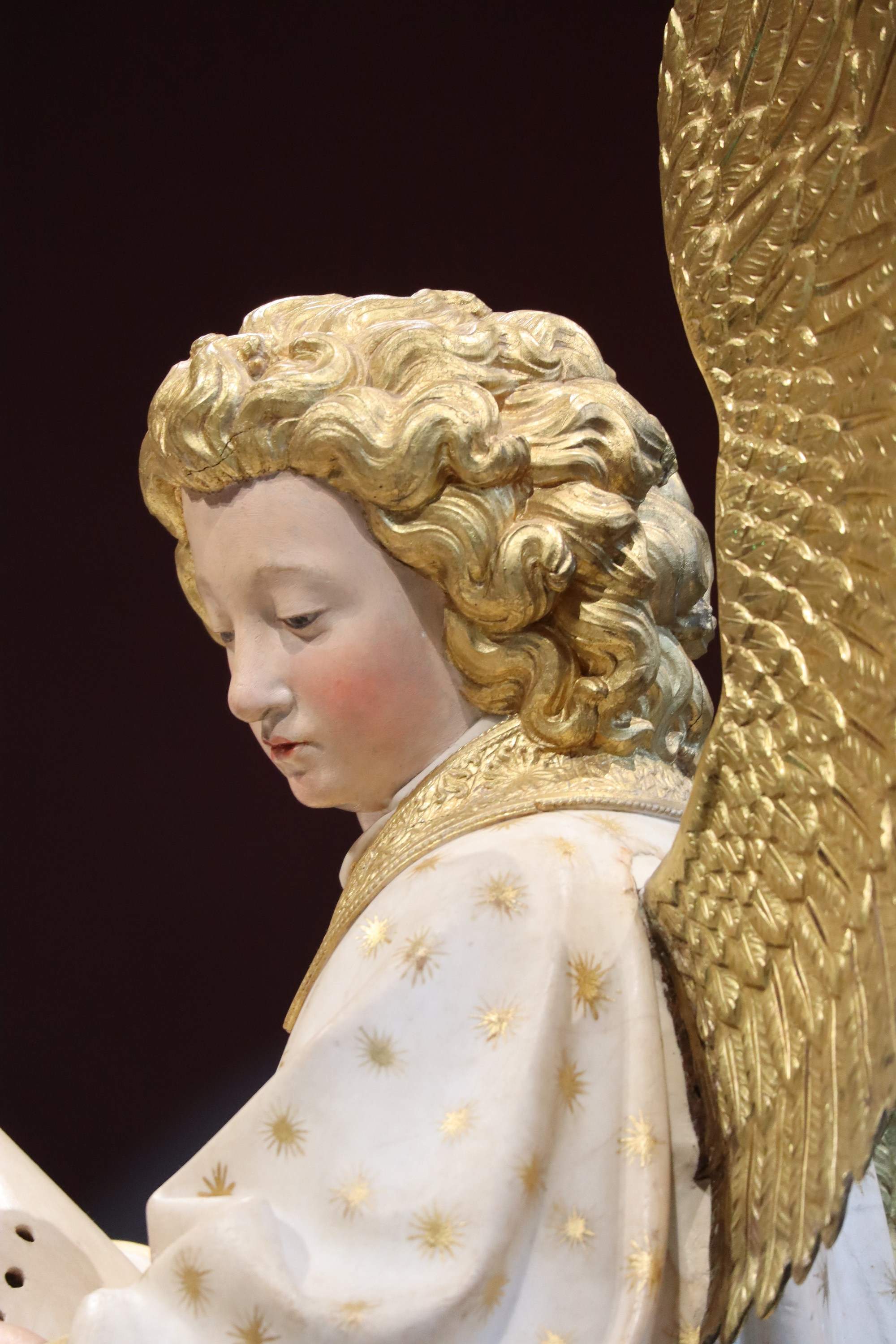
Голова ангела. Деталь кенотафа
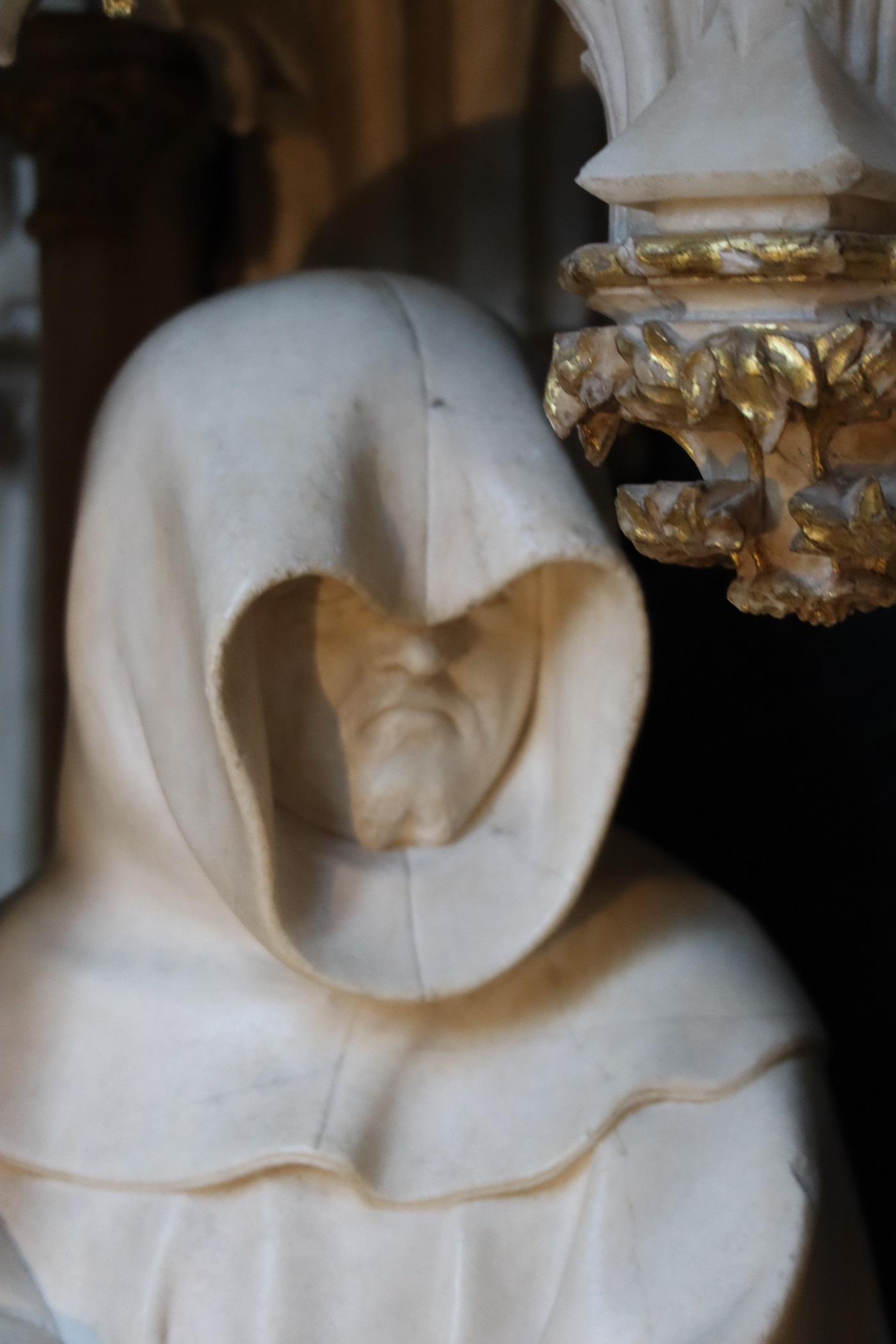
Плакальщик. Деталь кенотафа
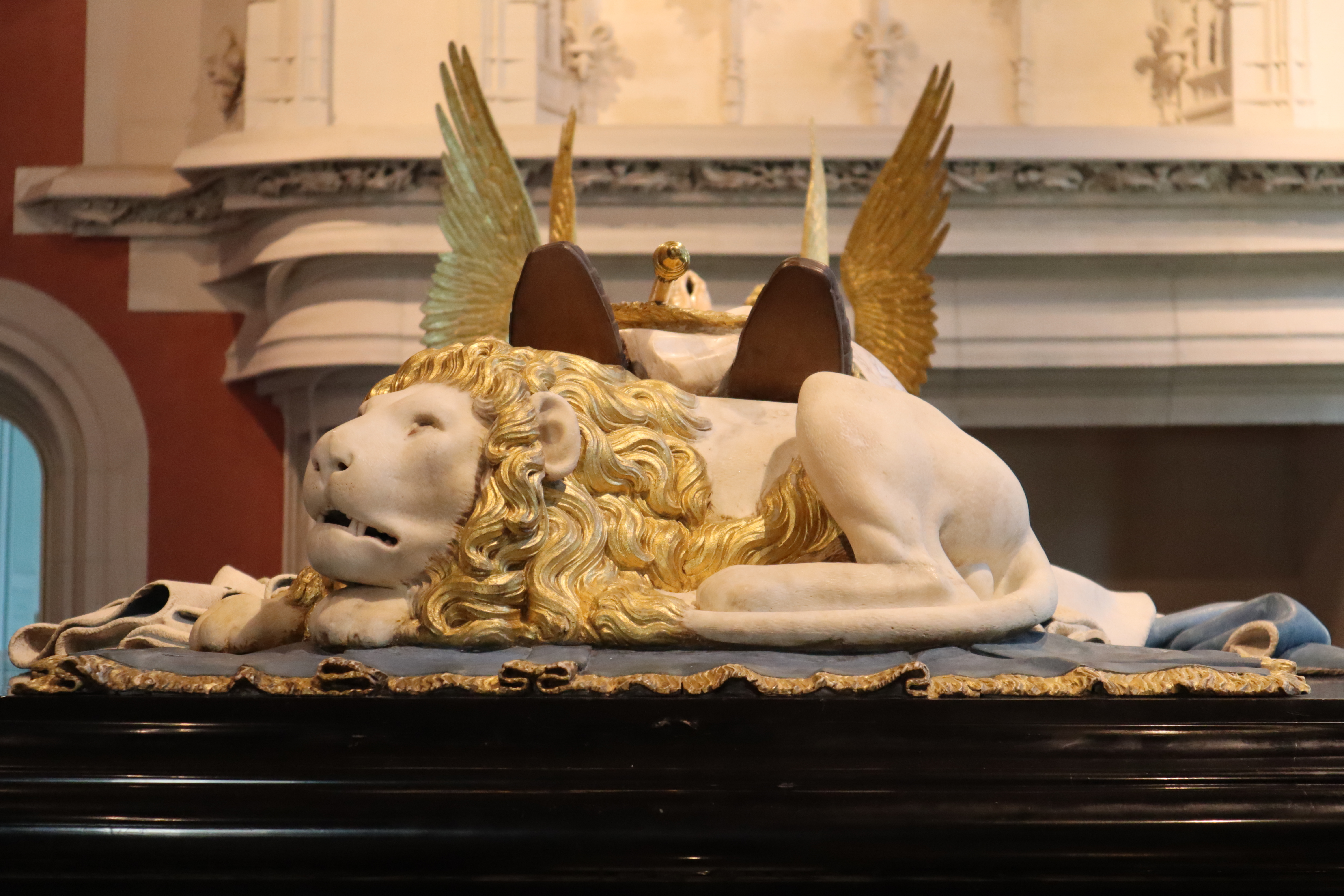
Лев. Деталь кенотафа
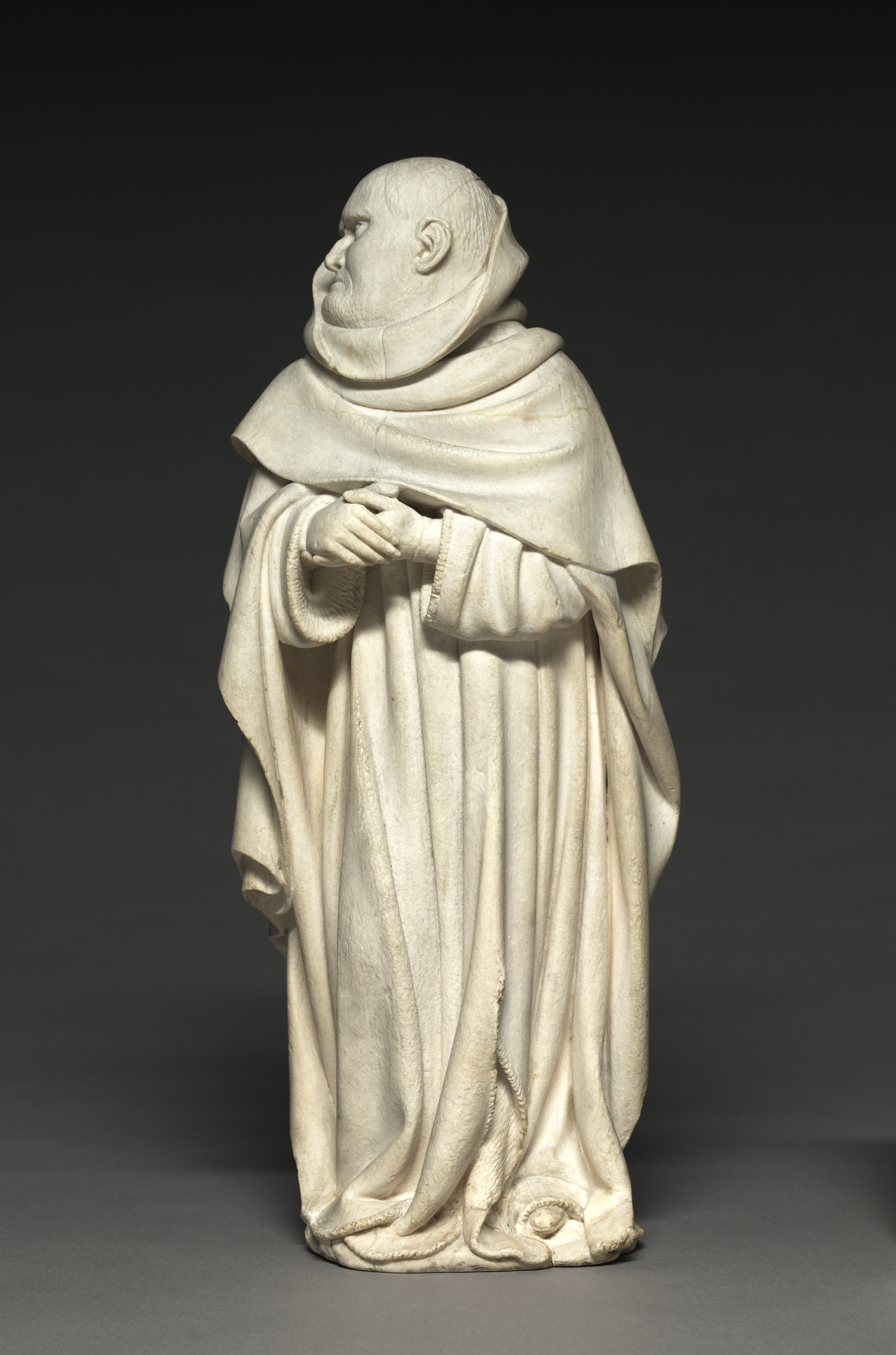
Плакальщик гробницы Филиппа Смелого, герцога Бургундского. 1404. Алебастр. Музей искусств Кливленда, США
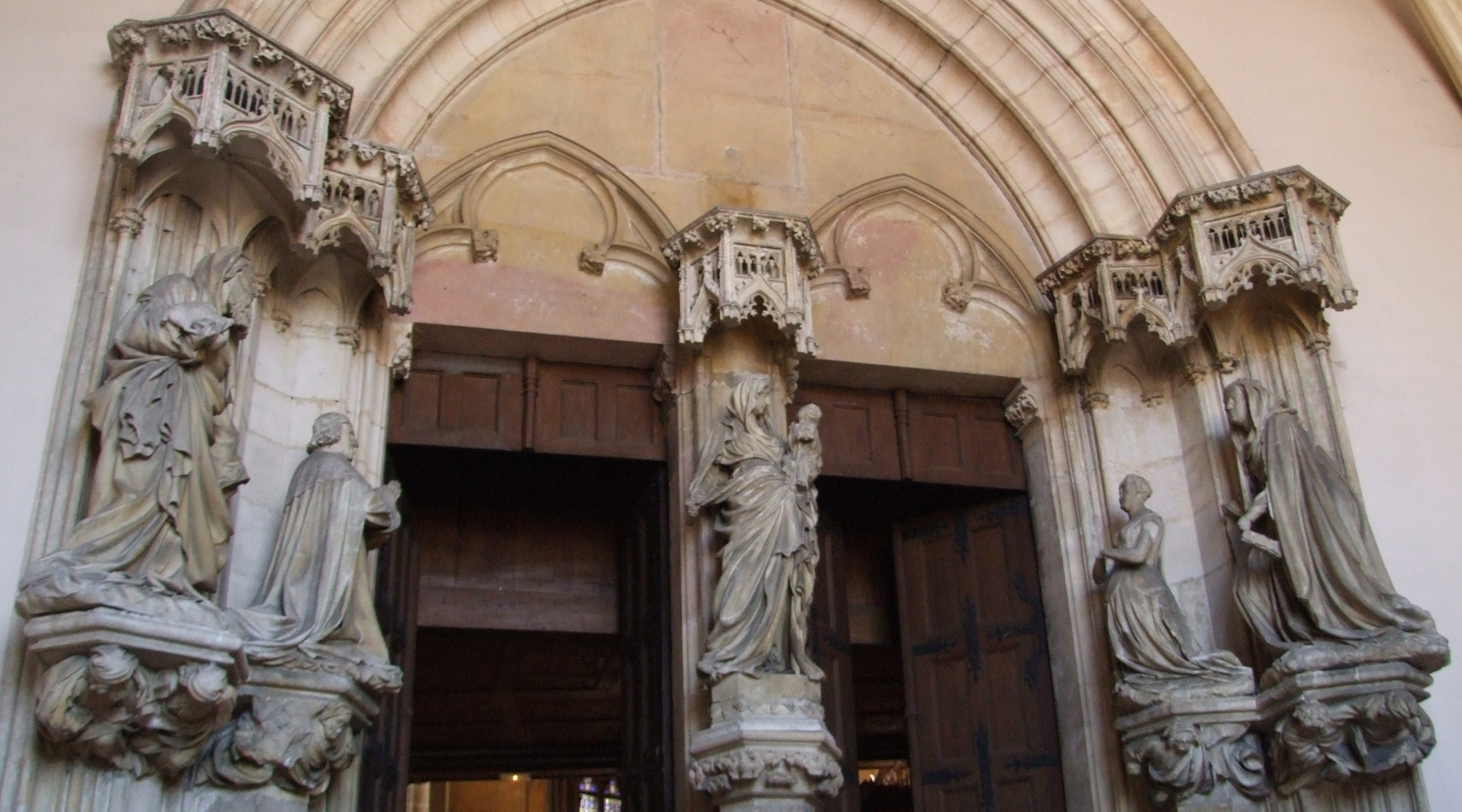
Статуи портала собора монастыря Шанмоль. Дижон
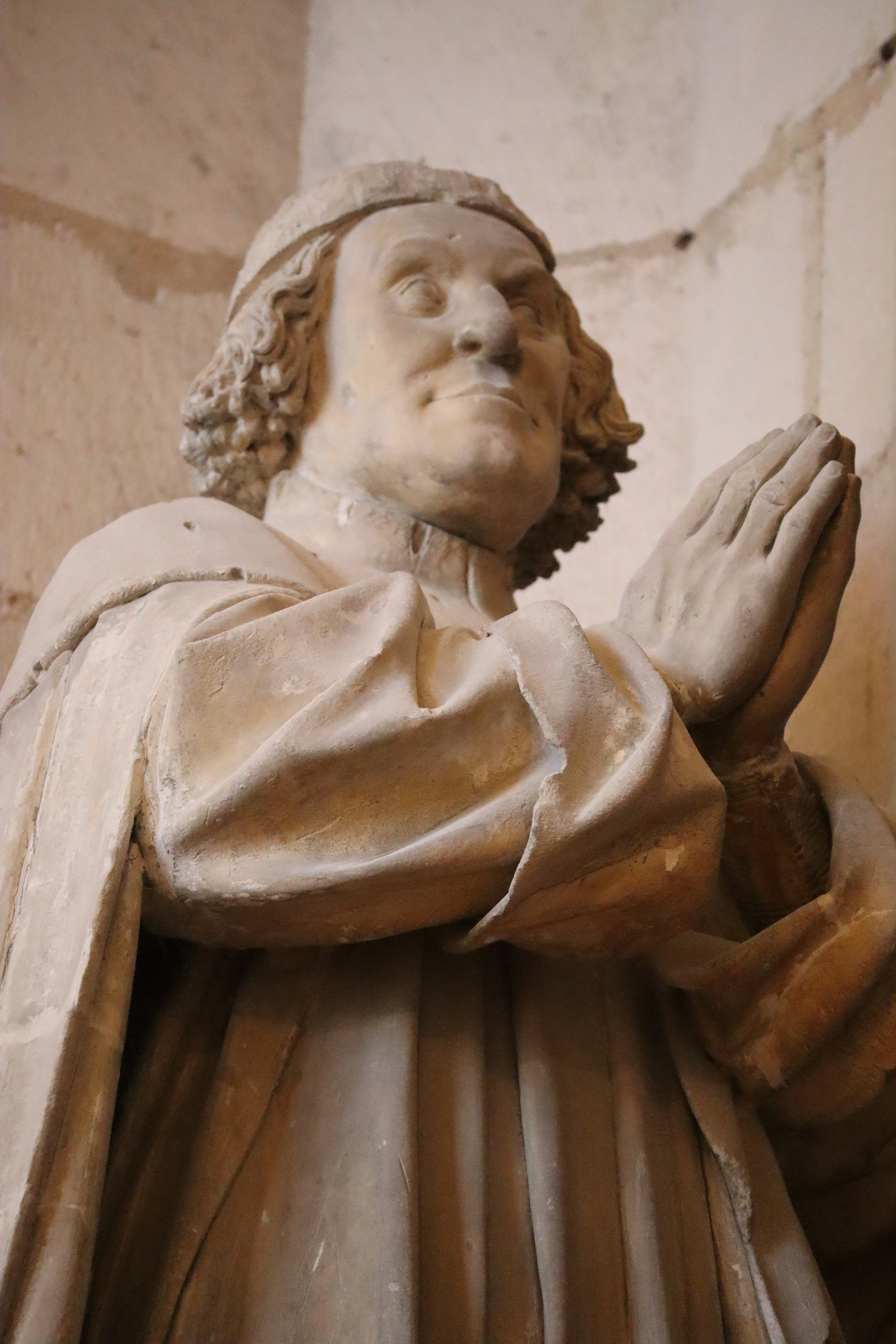
Деталь портала. Фигура герцога Филиппа II Смелого
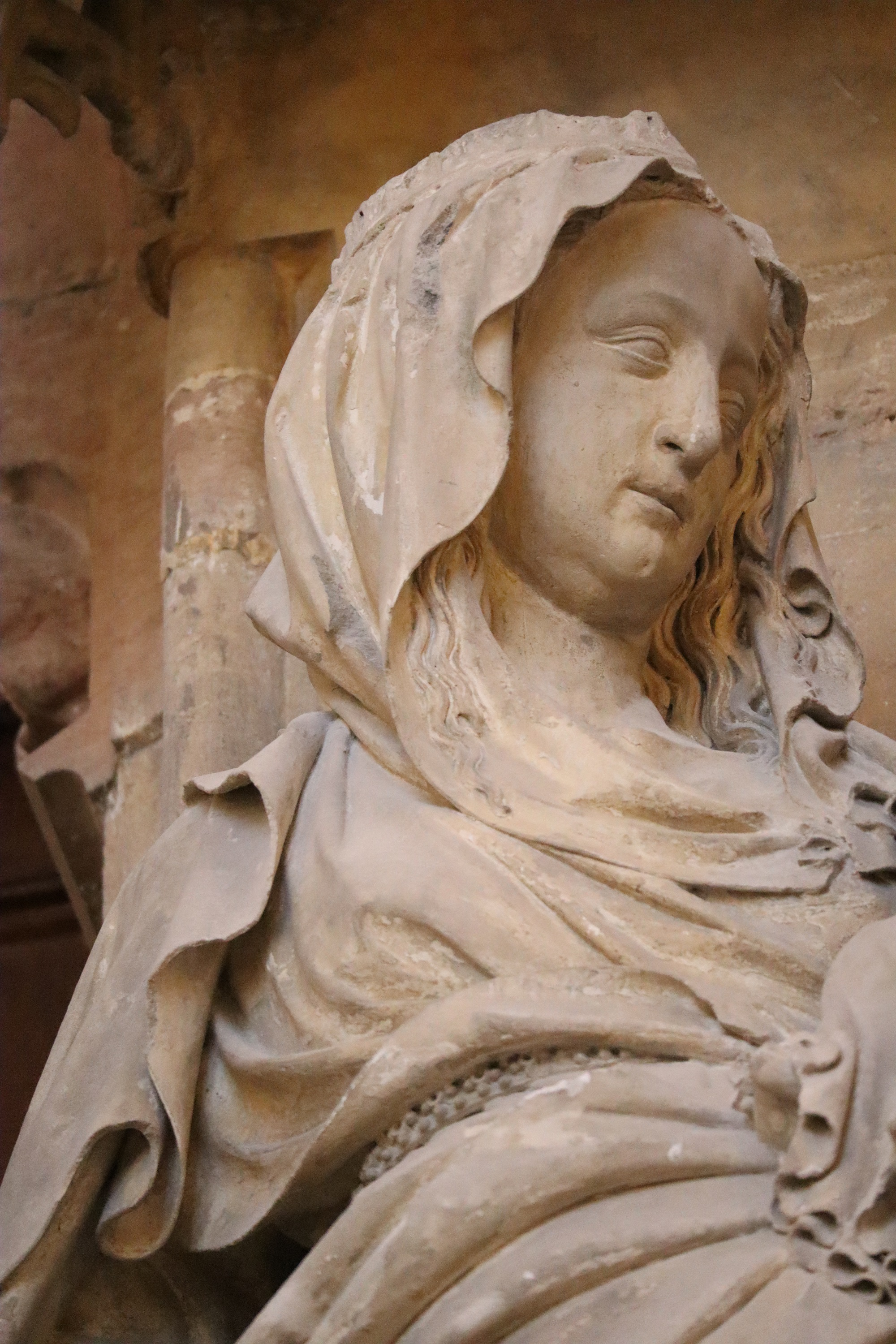
Деталь портала. Дева Мария
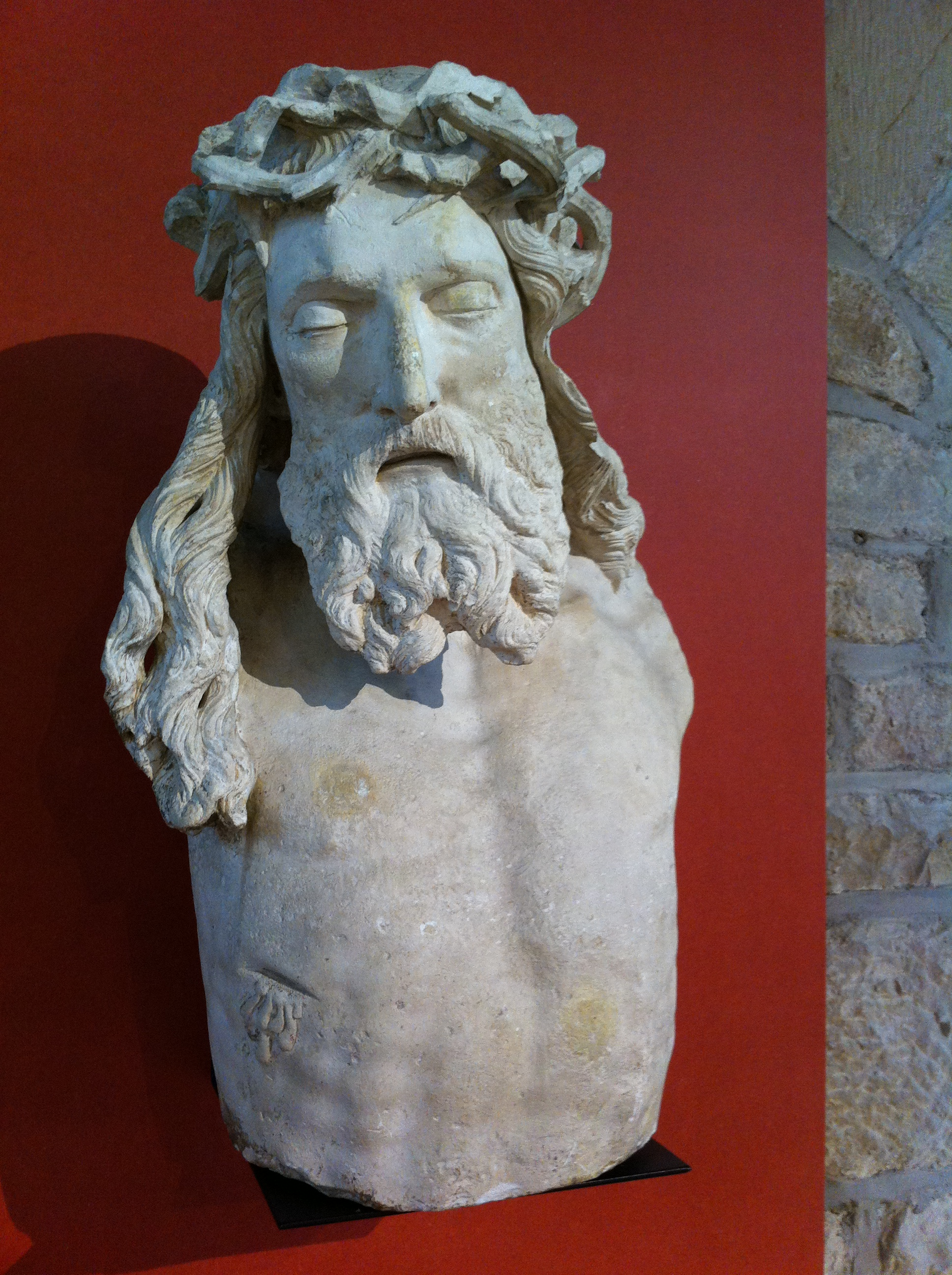
Христос в тернии. Фрагмент статуи для «Колодца Моисея». Между 1396 и 1399. Известняк, следы раскраски. Археологический музей, Дижон
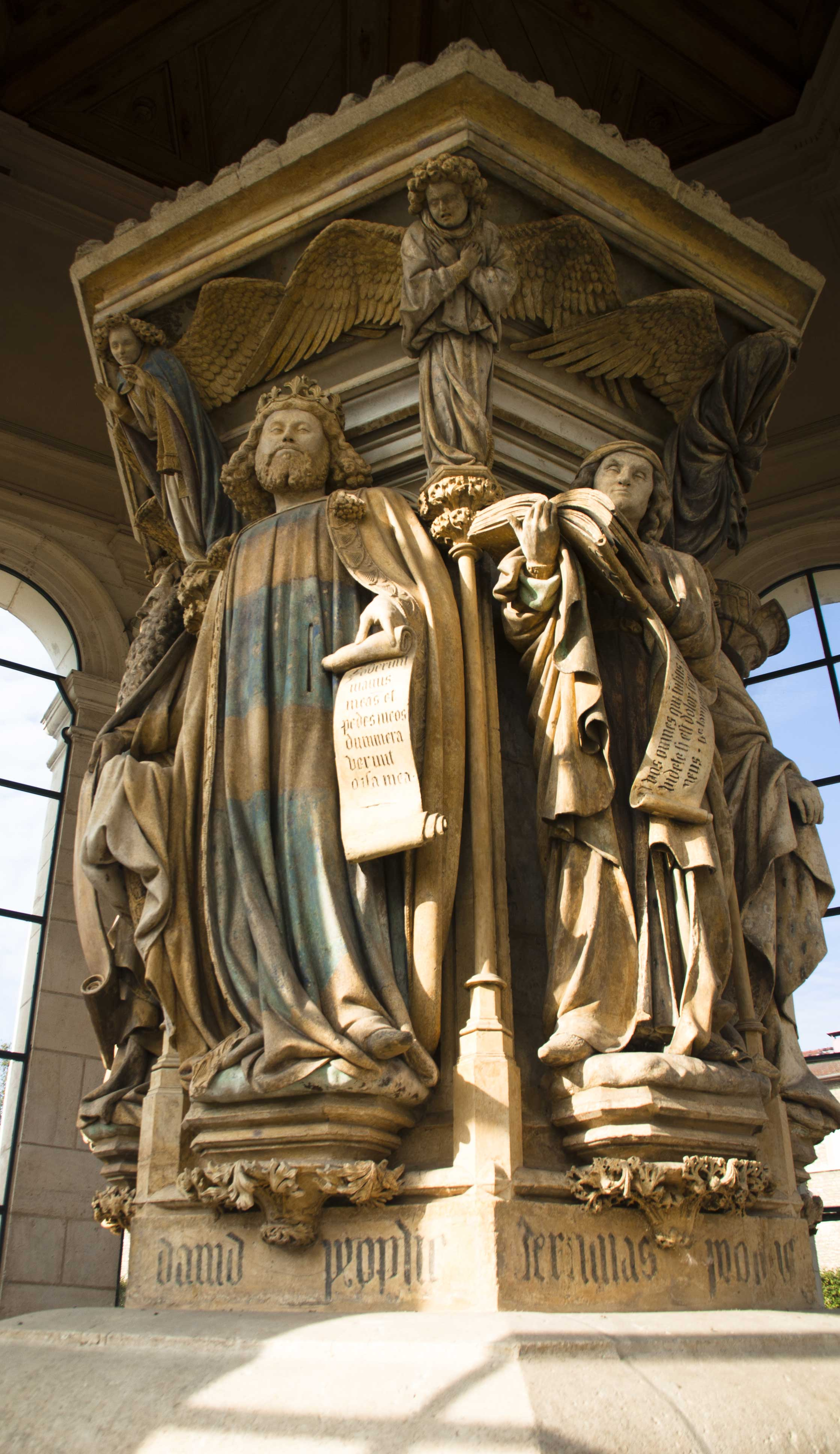
«Колодец Моисея». Постамент с фигурами царя Давида и пророка Иеремии. 1405
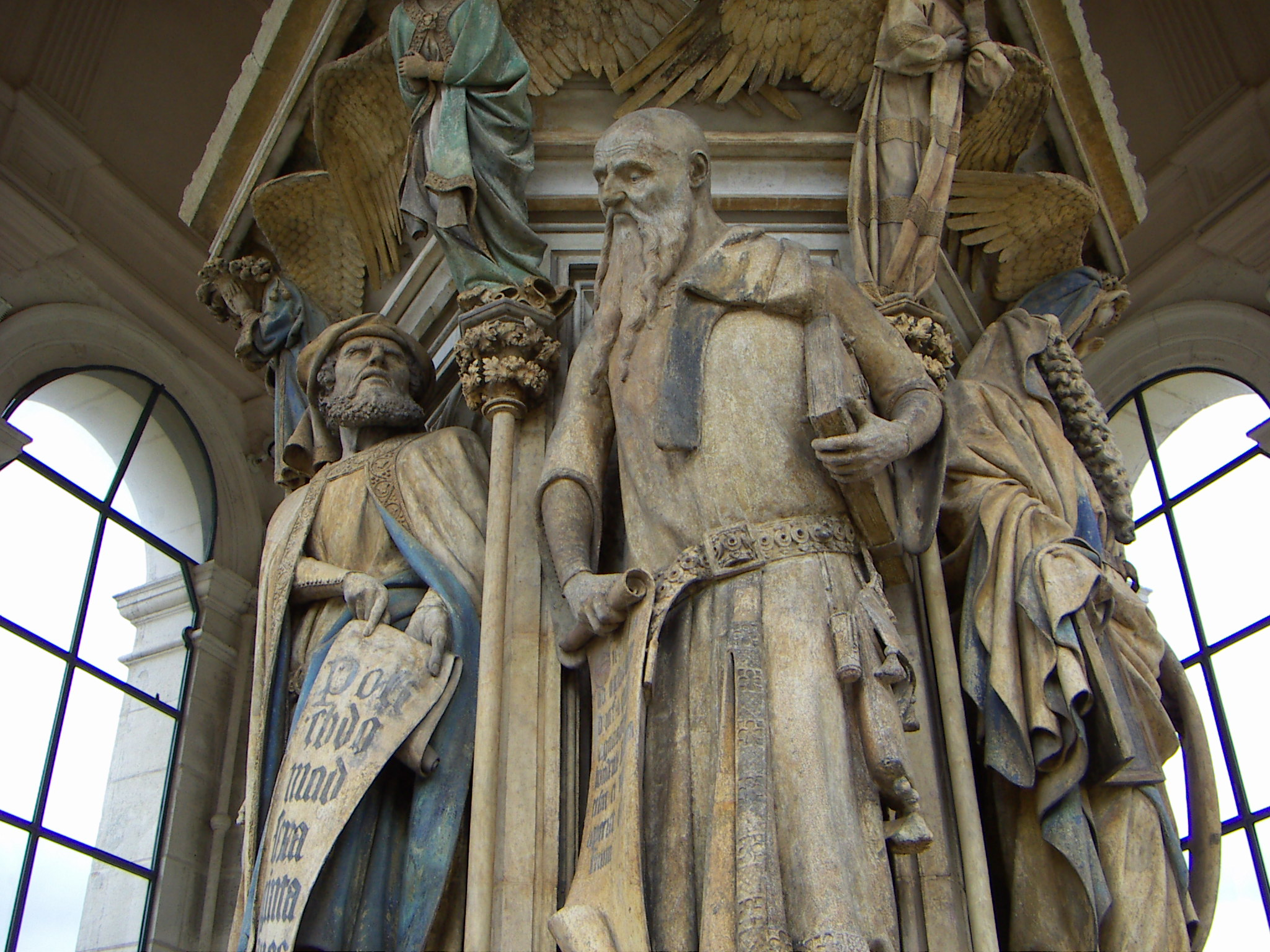
«Колодец Моисея». Постамент с фигурами пророков Даниила и Исайи. 1405
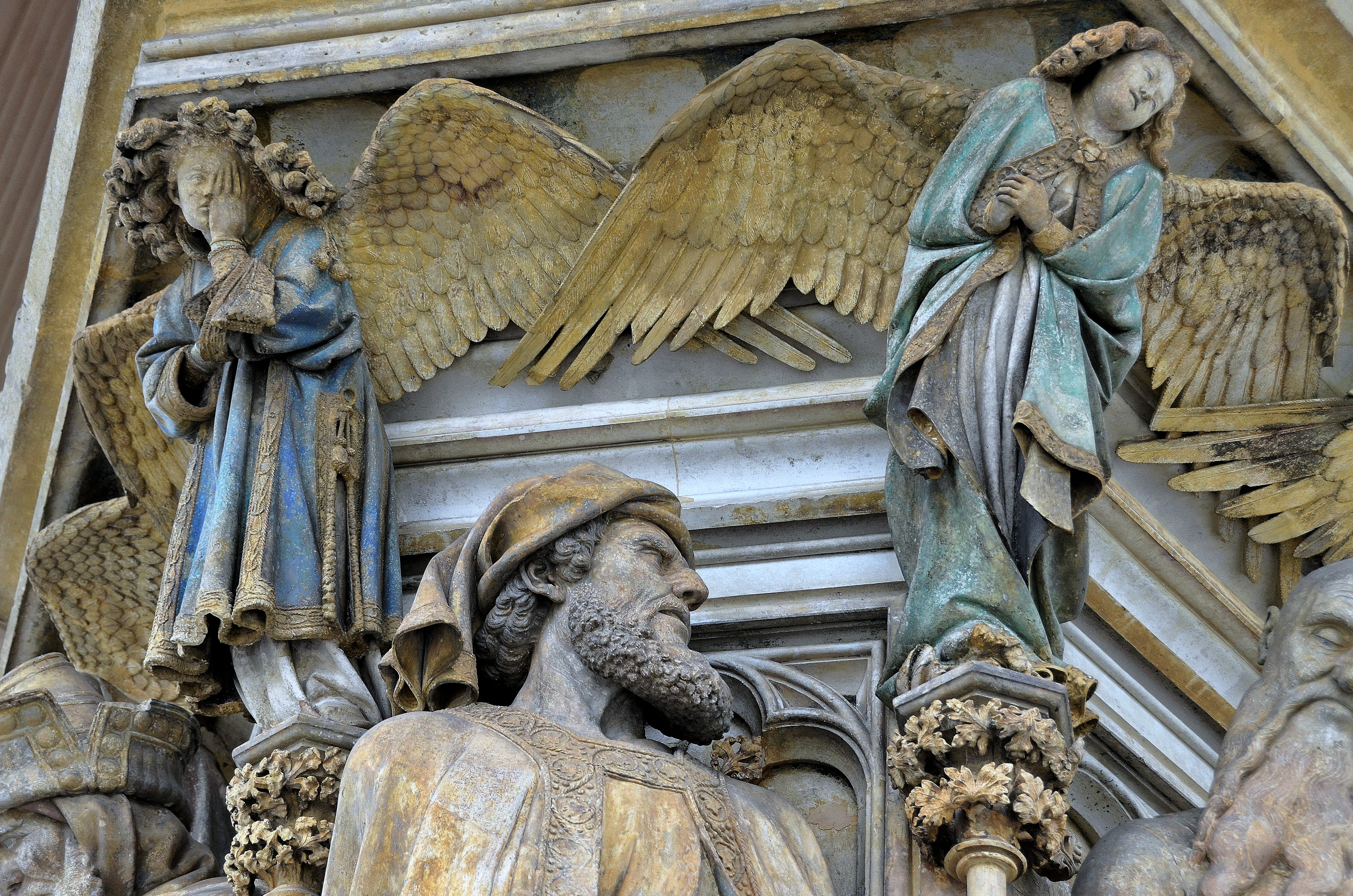
Ангелы. Деталь «Колодца Моисея».